# Malangali (Mufindi)
Malangali ist ein Verwaltungsbezirk (englisch Ward) des Distrikts Mufindi in der tansanischen Region Iringa.

## Geografie
Malangali liegt im südlichen Hochland von Tansania etwa 55 Kilometer Luftlinie südwestlich der Distrikthauptstadt Mafinga. Der Bezirk grenzt im Norden an Maduma, im Osten an Nyololo und Mbalamaziwa, im Süden an Idunda und im Westen an Ihowanza. Bei der Volkszählung 2022 lebten 6331 Menschen in 1726 Haushalten auf einer Fläche von 138 Quadratkilometern.

## Gliederung
Der Bezirk besteht aus fünf Gemeinden (swahili Mtaa) mit 19 Orten (Kitongoji):
| Mwilavila - Ostabay - Miyomboni - Ngogwa - Mjimwema | Tambalang'ombe - Ihaki - Ulefi - Idimilichuma - Lwato | Kingege - Isimbani - Mdindilo - Kingege | Isimikinyi - Chanunu - Mgeluka - Mifugo - Kati | Itengule - Lyanika - Ilundibalula - Lumani - Itengule |

## Wirtschaft und Infrastruktur
- Landwirtschaft: Im Bezirk werden rund 8000 Hühner, 4000 Rinder, 750 Ziegen und 500 Schafe gehalten.[8] Das Gebiet ist bekannt für die Rinderhaltung. Es waren ursprünglich freie Weideflächen, das Vieh wird im dichteren Buschland der tiefer gelegenen Gebiete gehalten.[9]
- Bildung: In Malangali liegen vier weiterführende Schulen.[10] Die Itengule Secondary School[11] und die Kingege Secondary School[12] sind staatliche Schulen für Tages- und Internatsschüler mit einer Ausbildung bis zur 4. Stufe. Die staatliche Malangali Secondary School[13] und die von der römisch-katholischen Kirche geleitete Lyanika Secondary School sind Internatsschulen mit einer Ausbildung bis zur 6. Stufe.[14]